# Paul Clemen
Paul Clemen, né le 31 octobre 1866 à Sommerfeld (qui maintenant fait partie de Leipzig) et mort le 8 juillet 1947 à Bad Endorf, est un historien de l'art et protecteur de patrimoine allemand. En 1893, il est le premier Provinzialkonservator (« conservateur provincial ») de Rhénanie prussienne. Il est surtout connu pour son grand inventaire de monuments historiques en Rhénanie, dont beaucoup ont été sévèrement endommagés ou détruits pendant la Seconde Guerre mondiale.

## Biographie
Paul Clemen est fils du pasteur Christian August Julius Clemen (1838-1920). Il a deux frères, le théologien Carl Clemen (de) et l'historien Otto Clemen (de). Après des études secondaires à Grimma (1879-1885),, il entame des études universitaires en histoire de l'art et philologie à l'université de Leipzig, puis à l'université de Bonn et à l'université de Strasbourg. En 1889, Clemen obtient un doctorat auprès de l’historien de l'art Hubert Janitschek. En octobre 1890, il est embauché par la Kommission für die Denkmälerstatistik en vue d'établir un inventaire des monuments d'art de la province rhénane, et en 1893 il est nommé Provinzialkonservator de la province rhénane. En 1892, il obtient une habilitation sur publications à l'université de Bonn.
Paul Clemen enseigne de 1894 jusqu'à son éméritat en 1936 comme historien de l'art à l’université de Bonn, d'abord comme Privatdozent, puis après un passage à l'Académie des beaux-arts de Düsseldorf comme professeur titulaire à partir de 1902. Il y fonde l'Institut d'histoire de l’art de l’université. En 1901, Clemen accompagne le prince héritier en Belgique et aux Pays-Bas qui suit l'année d'après et pendant deux semestres ses cours comme étudiant à l'université de Bonn. Clemen est professeur invité à l'université Harvard en 1907-1908.
Clemen quitte ses fonctions de conservateur provincial en 1911, et prend la direction du Conseil pour la patrimoine de la province rhénane nouvellement créé. Dans cette fonction, il s'engage fortement pour la protection du patrimoine culturel. Il est l’un des initiateurs de la création de l'Association rhénane pour la conservation des monuments et la protection du paysage (de). Clemen, a été élu président du Tag für Denkmalpflege und Heimatschutz de 1926. Cofondateur de cette institution, il conserve cette fonction jusqu'en 1932.
Pendant la première Guerre mondiale, Clemen était à la tête de la commission de l'art de la force d'occupation allemande en Belgique. D'après une notice nécrologique de Clemen, « loin de dépouiller le pays occupé de ses objets d'art, cette commission a vu son but dans le catalogage et la photographie des monuments belges ». Son travail pendant les années de guerre l'a conduit à rédiger un livre sur le sujet, Kunstschutz im Kriege (paru en traduction anglaise sous le titre Protection of Art During the War, les deux en 1919) et les deux volumes de Belgische Kunstdenkmäler (Munich 1923).
Villa Clemen

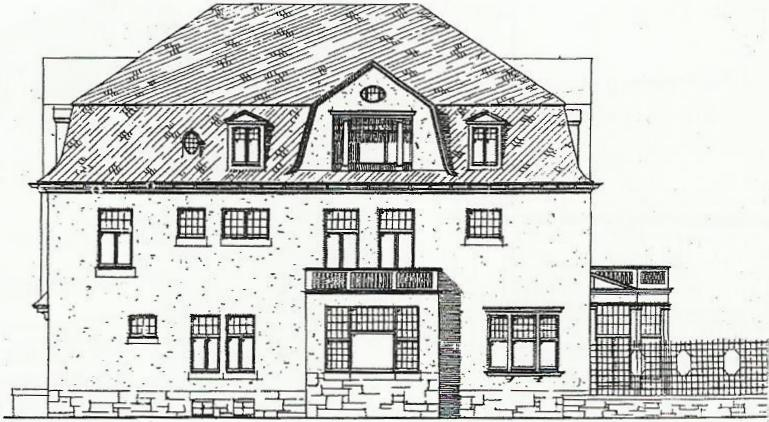
Plan de la façade de la villa Clemen

En 1908-1909 Paul Clemen fait construire sur les bords du Rhin une villa d'après un projet de l'architecte Julius Rolffs, en même temps que la villa voisine de son collègue Karl Bülbring, dans un style baroque pittoresque. Le bâtiment, qui abritait les archives, objets d'arts et la bibliothèque de près de 10 000 volumes de Clemen a été entièrement détruit, avec son contenu, par les bombardements aériens des alliés le 14 octobre 1944. Elle n’a pas été reconstruite.

## Hommages et distinctions
Prix et distinctions
- 1926 : membre honoraire de la Kunstakademie Düsseldorf
- 1926 : membre honoraire du Rheinischer Verein für Denkmalpflege und Heimatschutz
- 1929 : membre honoraire de la Société d'histoire du Bas-Rhin (de)
- 1941 : Médaille Goethe pour l'art et la science
- 1942 : Joseph-von-Görres-Preis
- 1946 : Ehrenbürgerwürde der Stadt Bonn (de)[6]
- 1946 : membre honoraire de la Künstlerverein « Malkasten » de Düsseldorf

Nominations en son honneur
- 1949 : Paul-Clemen-Straße à Bonn (à proximité de l'actuelle Maison de l'Histoire de la République fédérale d'Allemagne)
- 2013 : fondation du Paul-Clemen-Museum (de) à Bonn

## Écrits (sélection)
L'œuvre de sa vie, les cahiers Die Kunstdenkmäler der Rheinprovinz (de), est un toujours un ouvrage de référence de l'histoire de l’art allemande. Il est paru entre 1891 et 1944, en 56 cahiers regroupées en 20 grands volumes. Les douze premiers cahiers ont été écrits par Clemen seul, les autres en collaboration ou par d'autres auteurs. Il continue à être précieux par la description d'ouvrages et d'objets d'art qui ont été détruits en nombre pendant la Seconde Guerre mondiale dans cette région de l'Allemagne.
Autres écrits
- avec Cornelius Gurlitt: Die Klosterbauten der Cistercienser in Belgien. Architekturverlag Der Zirkel, Berlin, 1916.
- avec Adolph Goldschmidt, Ludwig Justi, Paul Schubring (de): Das Kaiser Friedrich Museum zu Berlin. Seemann, Leipzig 1904
- Der Zustand der Kunstdenkmäler auf dem westlichen Kriegsschauplatz. E. A. Seemann, Leipzig, 1916.
- Rheinische Baudenkmäler und Ihr Schicksal. Ein Aufruf an die Rheinländer. Schwann, Düsseldorf, 1946.
- Gotische Kathedralen in Frankreich. (introduction de Clemen, photographies de Martin Hürlimann, légendes de Peter Meyer) Atlantis Verlag, Zurich, 1951.